# Navasa
Navasa ist ein spanischer Ort in den Pyrenäen in der Provinz Huesca der Autonomen Gemeinschaft Aragonien. Navasa ist ein südöstlich gelegener Ortsteil der Gemeinde Jaca. Das Dorf mit 47 Einwohnern im Jahr 2015 liegt auf 987 Meter Höhe.

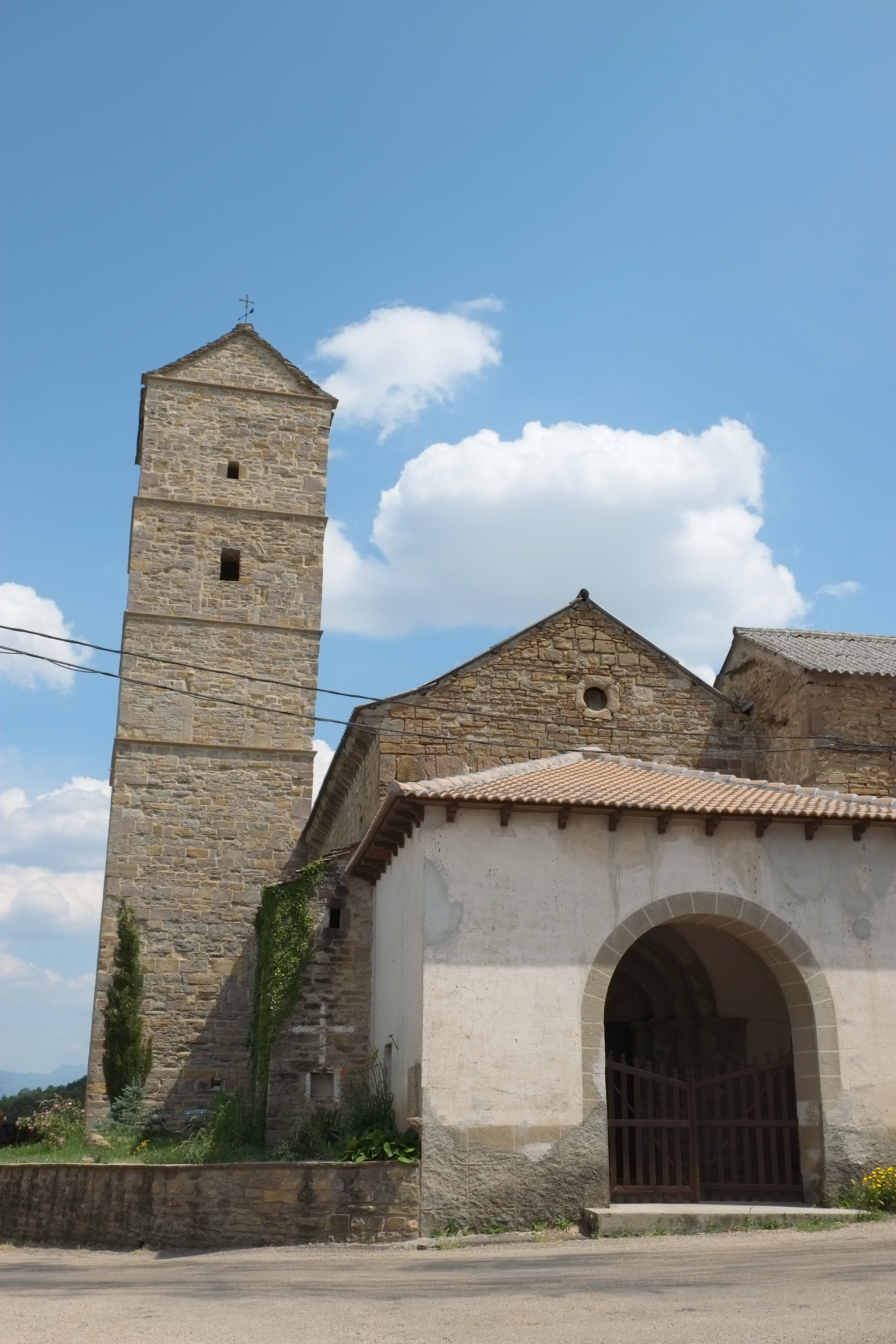
Kirche Nuestra Señora de la Asunción

## Sehenswürdigkeiten
- Romanische Pfarrkirche Nuestra Señora de la Asunción aus dem 12. Jahrhundert